# Taoufik Hichri
Taofik Hichri (Tunisi, 8 gennaio 1965) è un ex calciatore tunisino, di ruolo difensore.

## Carriera

### Club
Ha giocato nel campionato tunisino (vinto per 6 volte) e in quello portoghese.

### Nazionale
Con la maglia della Nazionale ha esordito nel 1989, collezionando 53 presenze in nove anni, oltre al due partecipazioni alla Coppa d'Africa.